# Под давлением
«Под давлением» (другие названия — Субмарина XXI века, Дракон в море, Чудовище из моря) — роман Фрэнка Герберта, изданный в 1955 году. Сочетает черты шпионско-психологического триллера и фантастики ближнего прицела, посвящённой борьбе за нефтяные месторождения в будущем.

## Сюжет
В ближайшем будущем Запад и Восток находятся в состоянии войны уже более десяти лет, и ресурсы на исходе. Запад ворует нефть с Востока с помощью специализированных атомных подводных лодок («суббуксиров») с экипажем в четыре человека, которые пробираются в подводные нефтяные месторождения Востока, чтобы тайно откачать нефть и вернуть её обратно. В последнее время их миссии начали терпеть неудачу, двадцать подводных лодок просто исчезли.
Востоку удалось внедрить спящих в военные и командные структуры Запада, и именно их считают ответственными за исчезновение лодок. Молодой психолог из Бюро психологии (BuPsych) Джон Рэмси обучается на оператора электроники и отправляется на следующую миссию, заменив сошедшего с ума офицера. Его секретная миссия — найти внедрённого агента или выяснить, почему экипажи сходят с ума.

## Влияние
Изображенные Гербертом подводные лодки для буксировки больших мешков с нефтью считались источником вдохновения изобретения «барж Дракон», разработка которых началась через год после книги.

## Приём
Обозреватель журнала Galaxy Флойд Ч. Гейл назвал книгу «драматически увлекательной историей… [] напряженный и хорошо написанный роман» Альгис Будрис описал его как «гипнотически увлекательный», восхваляя «интеллект, изощренность [и] способность к исследованиям» Герберта, а также его «способность писать чистую прозу как ненавязчивое, но эффективное средство для четко рассказанной истории». Энтони Баучер нашел роман "таким же впечатляющим в своем совокупном описании специализированного научного фона, как и все, что было со времен «Экспедиции „Тяготение“» Хола Клемента". Спайдер Робинсон в рецензии для Galaxy Science Fiction на переиздание книги в середине 1970-х, упрекнул художественный стиль романа, ибо «в нём нет настоящих людей, только психологические типы и синдромы, ходящие на ногах».
Джесси Фрэнсис МакКомас похвалил роман в The New York Times, сравнив его автора с Сесилом Форестером и Германом Воуком и заявил: «В этой прекрасной смеси фантастики и экшена мистер Герберт создал роман, который входит в число лучших произведений современной научной фантастики».

## Награды
The Dragon in the Sea занял 35-е место в списке Лучших фантастических произведений всех времён премии Локус в 1975 года.